# Astathes pseudopartita
Astathes pseudopartita är en skalbaggsart. Astathes pseudopartita ingår i släktet Astathes och familjen långhorningar.

## Underarter
Arten delas in i följande underarter:
- A. p. pseudopartita
- A. p. bankaensis